# Angelo Filippetti
Angelo Filippetti ( né à Arona le 26 janvier 1866 et mort à Milan le 10 octobre 1936) est un homme politique, espérantiste et médecin italien, maire de Milan de 1920 à 1922.

## Biographie
Maire de Milan le 20 novembre 1920  et membre du Parti socialiste italien (PSI), Angelo Filippetti a été démis de ses fonctions par le préfet royal Alfredo Lusignoli (it) le 3 août 1922 après que des membres des Chemises noires eurent occupé l'hôtel de ville de Milan, le Palais Marino .
Président de la Fédération italienne d'espéranto de 1913 à 1920, Angelo Filippetti  s'est fait l'avocat de l'enseignement de l'espéranto. Il fait partie des organisateurs du quatrième congrès italien d'espéranto, qui se tient à Milan en 1913.